# Володичев, Иван Николаевич
Иван Николаевич Володичев (5 января 1914 — 12 ноября 1983) — советский военнослужащий, участник Великой Отечественной войны, полный кавалер ордена Славы, наводчик 76-мм орудия 820-го стрелкового полка (117-я стрелковая дивизия, 91-й стрелковый корпус, 69-я армия, 1-й Белорусский фронт), младший сержант.

## Биография
Родился в крестьянской семье в селе Лутовиново Тульского уезда Тульской губернии (в настоящее время Ленинский район Тульской области). окончил неполную среднюю школу и школу фабрично-заводского обучения в Туле. Работал трактористом в МТС.
В январе 1942 года был призван в ряды Красной армии. С того же времени на фронтах Великой Отечественной войны.
Младший сержант И. Н. Володичев вместе со своим расчётом 1 августа 1944 года под сильным огнём противника форсировал реку Висла в районе города Пулавы, переправив орудие на западный берег. Заняв огневую позицию, в чётком взаимодействии с пехотой его расчёт отразил контратаки противника. В боях за расширение плацдарма на западном берегу реки Висла расчёт огнём своего орудия только за один день подавил 5 пулемётных точек противника.
Приказом по 117-й стрелковой дивизии от 10 августа 1944 года был награждён орденом Славы 3-й степени.
В боях за расширение плацдарма на левом берегу Вислы прямой наводкой из своего орудия уничтожил 3 пулемётные точки, очищая путь наступающему батальону. Находясь в боевых порядках пехоты, в ответственный момент быстро установил своё орудие, огнём отразил контратаку противника, уничтожив до 15 солдат противника. В результате контратака была сорвана. Был представлен к награждению орденом Славы 2-й степени. Приказом по 117-й стрелковой дивизии от 4 сентября 1944 года награждён орденом Красной Звезды.
В ожесточённых уличных боях по освобождению города Познань с 26 января 23 февраля 1945 года, действуя с открытых огневых позиций прямой наводкой, рискуя жизнью, под непрерывным огнём противника уничтожил 6 огневых точек противника и до 15 солдат противника. Приказом по войскам 69-й армии от 23 марта 1945 года был награждён орденом Славы 2-й степени.
Командир расчёта 76-мм орудия И. Н. Володичев 23 апреля 1945 года в боях за город Фюрстенвальде (Германия), действуя в боевых порядках пехоты, подавил 3 огневых точки, из личного оружия уничтожил 7 солдат противника. Указом Президиума Верховного Совета СССР от 15 мая 1946 года был награждён орденом Славы 1-й степени.
Был демобилизован в ноябре 1945 в звании сержанта. Вернулся на родину. Жил в селе Лутовиново. Работал на конезаводе.
Скончался 12 ноября 1983 года.